# Ivan Šaško

Wappen Ivan Sasko

Ivan Šaško (* 1. August 1966 in Ðivan, Kroatien, ehemals Jugoslawien) ist ein kroatischer Geistlicher und römisch-katholischer Weihbischof im Erzbistum Zagreb.

## Leben
Ivan Šaško empfing am 28. Juni 1992 durch Erzbischof Franjo Kardinal Kuharić die Priesterweihe für das Erzbistum Zagreb.
Papst Benedikt XVI. ernannte ihn am 11. Februar 2008 zum Weihbischof in Zagreb und Titularbischof von Rotaria. Die Bischofsweihe spendete ihm der Erzbischof von Zagreb, Josip Kardinal Bozanić, am 29. März desselben Jahres. Mitkonsekratoren waren die Zagreber Weihbischöfe Vlado Košić und Valentin Pozaić SJ.